# Tygh Runyan
Tygh Runyan est un acteur et compositeur canadien né le 13 juin 1976 à Vancouver en Colombie-Britannique au Canada.

## Filmographie

### Cinéma
- 1995 : Once in a Blue Moon : Dennis Hannerfen
- 1996 : Past Perfect : Sid Vincent
- 1997 : Kitchen Party : Wayne
- 1998 : Comportements troublants : Dickie Atkinson
- 1999 : Touched : Shawn
- 1999 : My Father's Angel : Enes
- 2000 : Screwed : l'homme qui insulte
- 2001 : Antitrust : Larry Banks
- 2001 : 15 minutes : Stephen Geller
- 2001 : Come Together : Ewan McInnis
- 2002 : Watchtower : Mike O'Conner
- 2002 : K-19 : Le Piège des profondeurs : Maxim
- 2002 : Various Positions : Josh Szchevisky
- 2002 : Canadiana Blaze : Loco
- 2003 : Emile : Freddy
- 2003 : Twist : David
- 2003 : Bastards : Troy
- 2005 : The French Guy : le jeune homme
- 2006 : Des serpents dans l'avion : Tyler
- 2006 : Trapped Ashes : Stanley jeune
- 2006 : Unnatural & Accidental : Tony
- 2006 : Mount Pleasant : Nick
- 2007 : Normal : Dennis
- 2008 : Boot Camp : Logan
- 2008 : Toronto Stories : Boris
- 2009 : The Good Friday : Dean
- 2009 : The Immaculate Conception of Little Dizzle : Methyl
- 2009 : A Gun to the Head : Trevor
- 2010 : Thirst : Bryan
- 2010 : Road to Nowhere : Mitchell Haven
- 2010 : A Night for Dying Tigers : Patrick
- 2011 : Recoil : le prospecteur
- 2011 : Doppelgänger Paul : Karl
- 2011 : Comforting Skin : Nathan
- 2012 : Trasure Buddies : Thomas jeune
- 2012 : Indie Jonesing : Patrick
- 2013 : Three Days in Havana : Palmer
- 2014 : Abby in the Summer : Matt
- 2014 : The Brother : Adam
- 2015 : Dark Harvest : Zack
- 2015 : Funeral Day : Chris

### Télévision
- 1993 : Judgment Day : John List, Jr.
- 1996 : Au-delà du réel : L'aventure continue : James Scardale (1 épisode)
- 2000 : Les Chemins de l'étrange : Robert Mitchell (1 épisode)
- 2001 : Dead Last : le rockeur (1 épisode)
- 2002 : John Doe : Daniel Bowen (1 épisode)
- 2003 : Dead Like Me : Ronnie Dobbs (1 épisode)
- 2003-2004 : Still Life : Eddie Marble (5 épisodes)
- 2004 : Traffic : Dale
- 2004 : Kingdom Hospital : Idler (6 épisodes)
- 2004-2005 : L Word : Gene Feinberg (3 épisodes)
- 2006-2007 : Battlestar Galactica : le détective privé Sykes (2 épisodes)
- 2007 : Eureka : Pierre Fargo (1 épisode)
- 2008 : Ma vie très privée : Kurt Powell
- 2009-2010 : Stargate Universe : Dr Robert Caine (5 épisodes)
- 2011 : Insoupçonnable : Randy Woodfield
- 2012 : Ce Noël qui a changé ma vie : Ben
- 2013 : Le cœur a ses raisons : Le Journal d'une institutrice : Phillip Delaney Sr
- 2014 : Oublier et Pardonner : Derek Wregget
- 2014 : The Listener : Marcus Simms (1 épisode)
- 2015 : Versailles : Fabien Marchal (30 épisodes)